# Pterogenia scutellaris
Pterogenia scutellaris är en tvåvingeart som först beskrevs av Walker 1859.  Pterogenia scutellaris ingår i släktet Pterogenia och familjen bredmunsflugor. Inga underarter finns listade i Catalogue of Life.